# Helicază

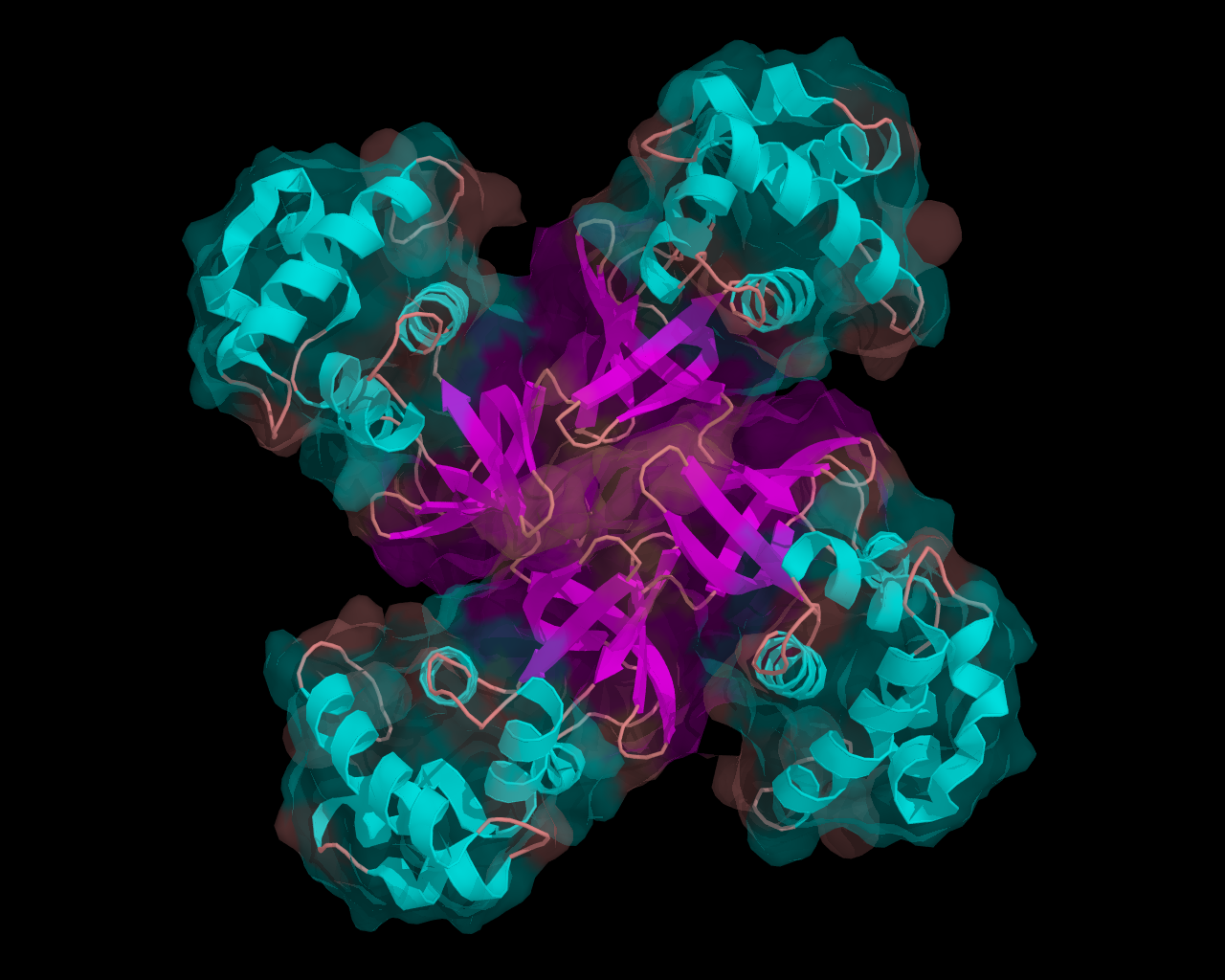
Modelarea structurii tridimensionale de helicază la Escherichia coli

Helicaza (numită și ADN-helicază) este o enzimă (de tip hidrolază) vitală pentru toate organismele vii, fiind implicată în procesul de replicare al ADN-ului. Alături de ADN-topoizomerază, helicaza desface cele două catene ale moleculei de ADN. 